# Chorley
Chorley è una città di 41.364 abitanti del Lancashire, in Inghilterra.